# Campeonato Paraguayo de Fútbol 1999
El Campeonato Paraguayo de Fútbol 1999 fue el octagésimo noveno campeonato oficial de Primera División organizado por la APF. Se puso en marcha el 12 de febrero, y llegó a su fin el 5 de diciembre, con la participación de once clubes. Este estuvo compuesto por tres etapas: el Torneo Apertura, que lo ganó Olimpia; el Torneo Clausura, que se lo adjudicó Cerro Porteño; y la Final, en la que se enfrentaron estos dos equipos.
El campeón fue el Club Olimpia, logrando su título número 37 de Primera División.

## Sistema de competición
El modo de disputa implementado consiste en tres etapas: las dos primeras etapas idénticas entre sí (Torneo Apertura y Torneo Clausura) con los 11 clubes, y una etapa final. Las dos etapas iniciales consisten en cuatro fases: una rueda a diez jornadas de todos contra todos, tras la cual, los ocho equipos mejor ubicados clasifican a la fase de grupos.
En la fase de grupos, los equipos se dividen en dos grupos de cuatro, en las que se disputan tres fechas (todos contra todos). A excepción de dos (el séptimo y el octavo), los demás contendientes fueron beneficiados con puntos de bonificación, conforme a la posición en la que finalizaron la anterior instancia. El primer, segundo, tercer, cuarto, quinto y sexto obtuvieron 3 puntos, 2.5, 2, 1.5, 1 y 0.5 puntos adicionales respectivamente.
Los dos mejores de cada grupo avanzan a las semifinales que consisten en partidos de ida y vuelta. El ganador de las finales (dos partidos) es declarado campeón del Torneo correspondiente (Apertura o Clausura).
Finalmente, los equipos ganadores del Torneo Apertura y Clausura disputan una finalísima a partidos de ida y vuelta; cuyo vencedor es coronado campeón de la Temporada 1999.

## Producto de la clasificación
- El torneo coronó al campeón número 89 en la historia de la Primera División de Paraguay.

- Este, junto con el subcampeón, obtuvieron a su vez el acceso a la llave principal de la próxima edición de la Copa Libertadores de América.

- Finalmente, el conjunto ganador de un partido de desempate disputado entre los subcampeones del Torneo Apertura y Clausura obtuvo el último cupo para la Copa Libertadores 2000.

- Sobre la base de la suma de los puntajes obtenidos en las fases iniciales de tanto el Torneo Apertura como del Clausura, fueron determinados los equipos descendidos a Segunda División.

## Relevo anual de clubes
| Ascendidos a la Primera División             |
| -------------------------------------------- |
| Resistencia (Campeón de División Intermedia) |

| Descendidos a División Intermedia |
| --------------------------------- |
| Nacional (2º peor promedio)       |
| Libertad (Peor promedio)          |

## Equipos participantes
| Equipo           | Fundación               | Ciudad      | Estadio                | Capacidad |
| ---------------- | ----------------------- | ----------- | ---------------------- | --------- |
| 12 de Octubre    | 14 de agosto de 1914    | Itauguá     | Juan Canuto Pettengill | 8.000     |
| Cerro Corá       | 1 de marzo de 1925      | Asunción    | Andrés Rodríguez       | 6.000     |
| Cerro Porteño    | 1 de octubre de 1912    | Asunción    | General Pablo Rojas    | 32.910    |
| Colegiales       | 7 de enero de 1977      | Lambaré     | Luciano Zacarías       | 15.000    |
| Guaraní          | 12 de octubre de 1903   | Asunción    | Rogelio Livieres       | 6.000     |
| Olimpia          | 25 de julio de 1902     | Asunción    | Manuel Ferreira        | 15.000    |
| Presidente Hayes | 8 de noviembre de 1907  | Asunción    | Kiko Reyes             | 5.000     |
| Resistencia      | 27 de diciembre de 1917 | Asunción    | Tomás Began Correa     | 5.000     |
| San Lorenzo      | 17 de abril de 1930     | San Lorenzo | Ciudad Universitaria   | 3.000     |
| Sol de América   | 22 de marzo de 1909     | Villa Elisa | Luis Alfonso Giagni    | 5.000     |
| Sportivo Luqueño | 1 de mayo de 1921       | Luque       | Feliciano Cáceres      | 25.000    |

El campeonato contó con la participación de once equipos, todos pertenecientes al departamento Central y la Capital.
Seis son de la capital del país, Asunción; en tanto que los otros cinco provienen de ciudades cercanas a ésta: Itauguá, Luque, Lambaré, Villa Elisa y San Lorenzo.
Los únicos clubes que nunca abandonaron esta categoría (también conocida como División de Honor) son tres: Olimpia, Guaraní y Cerro Porteño, completando 89, 88 y 83 participaciones, respectivamente.

### Distribución geográfica de los equipos
| Región               | Cant. | Equipos                                                                    |
| -------------------- | ----- | -------------------------------------------------------------------------- |
| Distrito Capital     | 6     | Cerro Corá, Cerro Porteño, Guaraní, Olimpia, Presidente Hayes, Resistencia |
| Departamento Central | 5     | 12 de Octubre, Colegiales, San Lorenzo, Sol de América, Sp. Luqueño        |

## Cobertura mediática
La empresa productora de eventos deportivos Teledeportes tenía los derechos televisivos exclusivos para poder transmitir hasta tres partidos por jornada en fase regular y todos de la liguilla en vivo a través de CVC Sports, CVC Fútbol y Unicanal (Canal 8 CVC y Canal 31 TVD), cuyo resumen es presentado a través de Telefútbol y UniFútbol.

## Torneo Apertura
Se disputó entre febrero y junio de 1999. Este certamen constó de cuatro partes: una rueda de once jornadas todos contra todos, una fase de grupos, semifinal y final. Resultó ganador el Club Olimpia.

### Primera fase

#### Clasificación
| Pos. | Equipos          | PJ | PG | PE | PP | GF | GC | Dif. | Pts. |
| ---- | ---------------- | -- | -- | -- | -- | -- | -- | ---- | ---- |
| 1.   | Olimpia          | 10 | 8  | 2  | 0  | 26 | 8  | 18   | 26   |
| 2.   | Sportivo Luqueño | 10 | 6  | 3  | 1  | 22 | 13 | 9    | 21   |
| 3.   | Cerro Porteño    | 10 | 5  | 4  | 1  | 21 | 12 | 9    | 19   |
| 4.   | Guaraní          | 10 | 4  | 4  | 2  | 16 | 12 | 4    | 16   |
| 5.   | Sol de América   | 10 | 4  | 3  | 3  | 13 | 9  | 4    | 15   |
| 6.   | San Lorenzo      | 10 | 3  | 4  | 3  | 15 | 14 | 1    | 13   |
| 7.   | Colegiales       | 10 | 4  | 1  | 5  | 16 | 19 | -3   | 13   |
| 8.   | 12 de Octubre    | 10 | 2  | 5  | 3  | 11 | 12 | -1   | 11   |
| 9.   | Cerro Corá       | 10 | 2  | 3  | 5  | 17 | 23 | -6   | 9    |
| 10.  | Presidente Hayes | 10 | 0  | 4  | 6  | 10 | 22 | -12  | 4    |
| 11.  | Resistencia      | 10 | 0  | 1  | 9  | 6  | 29 | -23  | 1    |

|  |                                                   |
|  | Clasificado a la Segunda fase del Torneo Apertura |

### Segunda fase
Para esta fase se clasificaron ocho de los once equipos participantes, los cuales se dividieron en dos grupos de cuatro. Todos los contendientes fueron beneficiados con una determinada cantidad de puntos de bonificación, conforme a la posición en la que finalizaron la anterior instancia, a excepción de los dos últimos. Se clasificaron para la semifinal los dos mejores de cada grupo. El ganador de la final era coronado ganador del Torneo Apertura 1999. Resultó ganador el Olimpia.

#### Fase de grupos

##### Grupo A
| Pos. | Equipos        | PJ | PG | PE | PP | GF | GC | Dif. | Bon. | Pts. |
| ---- | -------------- | -- | -- | -- | -- | -- | -- | ---- | ---- | ---- |
| 1.   | Olimpia        | 3  | 2  | 1  | 0  | 9  | 5  | 4    | 3    | 10   |
| 2.   | 12 de Octubre  | 3  | 2  | 0  | 1  | 5  | 3  | 2    | 0    | 6    |
| 3.   | Sol de América | 3  | 1  | 0  | 2  | 4  | 7  | -3   | 1    | 4    |
| 4.   | San Lorenzo    | 3  | 0  | 1  | 2  | 3  | 6  | -3   | 0.5  | 1.5  |

|                | Partido |                |
| -------------- | ------- | -------------- |
| 12 de Octubre  | 2:0     | Sol de América |
| San Lorenzo    | 2:2     | Olimpia        |
| Olimpia        | 2:1     | 12 de Octubre  |
| San Lorenzo    | 0:2     | Sol de América |
| Sol de América | 2:5     | Olimpia        |
| 12 de Octubre  | 2:1     | San Lorenzo    |

##### Grupo B
| Pos. | Equipos          | PJ | PG | PE | PP | GF | GC | Dif. | Bon. | Pts. |
| ---- | ---------------- | -- | -- | -- | -- | -- | -- | ---- | ---- | ---- |
| 1.   | Colegiales       | 3  | 3  | 0  | 0  | 9  | 1  | 8    | 0    | 9    |
| 2.   | Cerro Porteño    | 3  | 1  | 1  | 1  | 4  | 5  | -1   | 2    | 8    |
| 3.   | Guaraní          | 3  | 1  | 0  | 2  | 3  | 5  | -2   | 1.5  | 4.5  |
| 4.   | Sportivo Luqueño | 3  | 0  | 1  | 2  | 2  | 5  | -3   | 2.5  | 3.5  |

|                  | Partido |                  |
| ---------------- | ------- | ---------------- |
| Cerro Porteño    | 1:4     | Colegiales       |
| Guaraní          | 2:0     | Sportivo Luqueño |
| Cerro Porteño    | 2:1     | Guaraní          |
| Colegiales       | 2:1     | Sportivo Luqueño |
| Sportivo Luqueño | 1:1     | Cerro Porteño    |
| Colegiales       | 3:0     | Guaraní          |

#### Fase final
|  | Semifinales   | Semifinales   | Semifinales |   |   |   | Final          | Final          | Final          | Final          | Final          |  |
|  | 30 de mayo    | 30 de mayo    | 30 de mayo  |   |   |   | 4 y 6 de junio | 4 y 6 de junio | 4 y 6 de junio | 4 y 6 de junio | 4 y 6 de junio |  |
|  |               |               |             |   |   |   |                |                |                |                |                |  |
|  | Colegiales    | Colegiales    | 1           |   |   |   |                |                |                |                |                |  |
|  | 12 de Octubre | 12 de Octubre | 0           |   |   |   |                |                |                |                |                |  |
|  |               |               |             |   |   |   | Colegiales     | Colegiales     | 0              | 0              | 0              |  |
|  |               | Olimpia       | Olimpia     | 1 | 1 | 2 |                |                |                |                |                |  |
|  | Olimpia       | Olimpia       | 1           |   |   |   |                |                |                |                |                |  |
|  | Cerro Porteño | Cerro Porteño | 0           |   |   |   |                |                |                |                |                |  |

| 30 de mayo de 1999 | Olimpia | 1:0 | Cerro Porteño |  |  |

| 30 de mayo de 1999 | Colegiales | 1:0 | 12 de Octubre |  |  |

| 4 de junio de 1999 | Colegiales | 0:1 | Olimpia |  |  |

| 6 de junio de 1999 | Olimpia | 1:0 | Colegiales |  |  |

## Torneo Clausura
Se disputó entre julio y noviembre de 1999. Este certamen constó de cuatro partes: una rueda de once jornadas todos contra todos, una fase de grupos, semifinal y final. Resultó ganador el Club Cerro Porteño.

### Primera fase

#### Posiciones
| Pos. | Equipos          | PJ | PG | PE | PP | GF | GC | Dif. | Pts. |
| ---- | ---------------- | -- | -- | -- | -- | -- | -- | ---- | ---- |
| 1.   | Cerro Porteño    | 10 | 7  | 1  | 2  | 25 | 8  | 17   | 22   |
| 2.   | Sportivo Luqueño | 10 | 5  | 3  | 2  | 23 | 14 | 9    | 18   |
| 3.   | Olimpia          | 10 | 4  | 5  | 1  | 13 | 9  | 4    | 17   |
| 4.   | San Lorenzo      | 10 | 3  | 7  | 0  | 11 | 8  | 3    | 16   |
| 5.   | 12 de Octubre    | 10 | 3  | 7  | 0  | 16 | 10 | 6    | 16   |
| 6.   | Guaraní          | 10 | 2  | 6  | 2  | 13 | 15 | -2   | 12   |
| 7.   | Presidente Hayes | 10 | 2  | 6  | 2  | 6  | 8  | -2   | 12   |
| 8.   | Colegiales       | 10 | 2  | 3  | 5  | 9  | 12 | -3   | 9    |
| 9.   | Cerro Corá       | 10 | 2  | 3  | 5  | 10 | 16 | -6   | 9    |
| 10.  | Sol de América   | 10 | 1  | 3  | 6  | 5  | 13 | -8   | 6    |
| 11.  | Resistencia      | 10 | 1  | 2  | 7  | 4  | 21 | -17  | 5    |

|  |                                                 |
|  | Clasificado a la Fase final del Torneo Clausura |

### Segunda fase
Para esta etapa se clasificaron ocho de los once equipos participantes, los cuales se dividieron en cuatro por grupo. Todos los contendientes fueron beneficiados con una determinada cantidad de puntos de bonificación, conforme a la posición en la que finalizaron la anterior instancia, a excepción de los dos últimos. Se clasificaron para la semifinal los dos mejores de cada grupo.

#### Fase de grupos

##### Grupo A
| Pos. | Equipos       | PJ | PG | PE | PP | GF | GC | Dif. | Bon. | Pts. |
| ---- | ------------- | -- | -- | -- | -- | -- | -- | ---- | ---- | ---- |
| 1.   | Cerro Porteño | 3  | 2  | 1  | 0  | 6  | 2  | 4    | 3    | 10   |
| 2.   | Cerro Corá    | 3  | 2  | 1  | 0  | 6  | 3  | 3    | 0    | 7    |
| 3.   | San Lorenzo   | 3  | 1  | 0  | 2  | 4  | 7  | -3   | 1.5  | 4.5  |
| 4.   | Guaraní       | 3  | 0  | 0  | 3  | 2  | 6  | -4   | 0.5  | 0.5  |

|               | Partido |             |
| ------------- | ------- | ----------- |
| Cerro Corá    | 2:0     | Guaraní     |
| Cerro Porteño | 3:0     | San Lorenzo |
| Cerro Porteño | 2:2     | Cerro Corá  |
| San Lorenzo   | 3:2     | Guaraní     |
| Cerro Porteño | 1:0     | Guaraní     |
| Cerro Corá    | 2:1     | San Lorenzo |

##### Grupo B
| Pos. | Equipos          | PJ | PG | PE | PP | GF | GC | Dif. | Bon. | Pts. |
| ---- | ---------------- | -- | -- | -- | -- | -- | -- | ---- | ---- | ---- |
| 1.   | Olimpia          | 3  | 2  | 0  | 1  | 5  | 3  | 2    | 2    | 8    |
| 2.   | Sportivo Luqueño | 3  | 1  | 1  | 1  | 5  | 4  | 1    | 2.5  | 6.5  |
| 3.   | 12 de Octubre    | 3  | 1  | 1  | 1  | 2  | 2  | 0    | 1    | 5    |
| 4.   | Colegiales       | 3  | 1  | 0  | 2  | 0  | 5  | -5   | 0    | 3    |

|                  | Partido |                     |
| ---------------- | ------- | ------------------- |
| 12 de Octubre    | 1:0     | Colegiales          |
| Sportivo Luqueño | 3:1     | Olimpia             |
| Sportivo Luqueño | 1:1     | 12 de Octubre       |
| Olimpia          | 3:0     | Colegiales          |
| Olimpia          | 1:0     | 12 de Octubre       |
| Sportivo Luqueño | 1:2     | Atlético Colegiales |

#### Fase final
|  | Semifinales      | Semifinales      | Semifinales    |   |   |   | Final                | Final                | Final                | Final                | Final                |  |
|  | 7 de noviembre   | 7 de noviembre   | 7 de noviembre |   |   |   | 14 y 21 de noviembre | 14 y 21 de noviembre | 14 y 21 de noviembre | 14 y 21 de noviembre | 14 y 21 de noviembre |  |
|  |                  |                  |                |   |   |   |                      |                      |                      |                      |                      |  |
|  | Olimpia          | Olimpia          | 0              |   |   |   |                      |                      |                      |                      |                      |  |
|  | Cerro Corá       | Cerro Corá       | 1              |   |   |   |                      |                      |                      |                      |                      |  |
|  |                  |                  |                |   |   |   | Cerro Corá           | Cerro Corá           | 0                    | 1                    | 1                    |  |
|  |                  | Cerro Porteño    | Cerro Porteño  | 3 | 2 | 5 |                      |                      |                      |                      |                      |  |
|  | Cerro Porteño    | Cerro Porteño    | 1 (4)          |   |   |   |                      |                      |                      |                      |                      |  |
|  | Sportivo Luqueño | Sportivo Luqueño | 1 (3)          |   |   |   |                      |                      |                      |                      |                      |  |

| 7 de noviembre de 1999 | Club Olimpia | 0:1 | Club Cerro Corá |  |  |

| 7 de noviembre de 1999 | Cerro Porteño | 1:1 (4:3 pen.) | Sportivo Luqueño |  |  |

| 14 de noviembre de 1999 | Cerro Corá | 0:3 | Cerro Porteño                |  |  |
|                         |            |     | Campos · Alvarenga · Cohener |  |  |

| 21 de noviembre de 1999 | Cerro Porteño          | 2:1 | Cerro Corá  |  |  |
|                         | Cohener · Brítez Román |     | Pérez pen.' |  |  |

## Finalísima
| 28 de noviembre de 1999, 18:30 | Olimpia    | 1:0 | Cerro Porteño |  |  |
|                                | Valdez 38' |     |               |  |  |

| 5 de diciembre de 1999, 18:30, Unicanal | Cerro Porteño          | 2:3 | Olimpia                                          |  |  |
|                                         | Peralta 15' · Sara 30' |     | Paredes 40' · V. Cáceres 60' · Ávalos 90' (pen.) |  |  |

## Campeón
|                              |
| Campeón Olimpia 37.mo título |

## Clasificación a copas internacionales
- Copa Libertadores 2000 (tres clasificados). En la plaza número uno, el campeón absoluto del Campeonato 1999 (Olimpia). En la plaza número dos, el vicecampeón absoluto del Campeonato 1999 (Cerro Porteño). Para la plaza número tres, Colegiales (subcampeón del Torneo Apertura) y Cerro Corá (subcampeón del Torneo Clausura), disputaron un partido para conocer el tercer representante paraguayo en la Copa Libertadores de América 2000.

| 26 de noviembre de 1999, 21:00, Unicanal Plus | Cerro Corá | 1:2 | Colegiales |  |  |

Colegiales obtuvo el último cupo para la Copa Libertadores 2000.
- Copa Mercosur 2000 (dos clasificados en calidad de invitados). Los dos invitados siguen siendo Olimpia y Cerro Porteño, por ser los más populares y con mayor cantidad de campeonatos ganados del país. La invitación solo puede ser retirada por pasar un mal momento deportivo.

## Descenso de categoría
El puntaje acumulado de un equipo es la suma del obtenido en las primeras fases del Torneo Apertura y Clausura del Campeonato 1999. Éste determinó, al final del Campeonato, el descenso a la División Intermedia de los equipos que acabaron en los dos últimos lugares de la tabla.

### Puntaje acumulado
| Pos. | Equipos          | PJ | PG | PE | PP | GF | GC | Dif. | Pts. |
| ---- | ---------------- | -- | -- | -- | -- | -- | -- | ---- | ---- |
| 1.   | Olimpia          | 20 | 12 | 7  | 1  | 39 | 17 | 22   | 43   |
| 2.   | Cerro Porteño    | 20 | 12 | 5  | 3  | 46 | 20 | 26   | 41   |
| 3.   | Sportivo Luqueño | 20 | 11 | 6  | 3  | 44 | 27 | 17   | 39   |
| 4.   | San Lorenzo      | 20 | 6  | 11 | 3  | 26 | 22 | 4    | 29   |
| 5.   | Guaraní          | 20 | 6  | 10 | 4  | 29 | 27 | 2    | 28   |
| 6.   | 12 de Octubre    | 20 | 5  | 12 | 3  | 27 | 22 | 5    | 27   |
| 7.   | Colegiales       | 20 | 6  | 4  | 10 | 25 | 31 | -6   | 22   |
| 8.   | Sol de América   | 20 | 5  | 6  | 9  | 18 | 22 | -4   | 21   |
| 9.   | Cerro Corá       | 20 | 4  | 6  | 10 | 27 | 39 | -12  | 18   |
| 10.  | Presidente Hayes | 20 | 2  | 10 | 8  | 16 | 30 | -14  | 16   |
| 11.  | Resistencia      | 20 | 1  | 3  | 16 | 10 | 50 | -40  | 6    |

|  |                                   |
|  | Descendido a División Intermedia. |

- Se tomó en cuenta la tabla de puntos acumulados para determinar el descenso de la Primera División del Resistencia Sport Club y Club Presidente Hayes, quienes retornaron a la Segunda División por haber terminado en la última y penúltima colocación del mencionado escalafón. En su lugar, se produjo el ascenso de la División Intermedia, el Club Universal. De esta manera, en 2000, la Primera División bajó a diez su cantidad de participantes.